# Omättat flöde
Omättat flöde kallas sådana vattenflöden som sker vid omättade förhållanden i marken. På grund av markens kapillaritet, finns markvattnet vanligtvis bara i de mindre markporerna. Då markvattnet rinner bara där det redan finns markvatten, sker transporten av markvattenmolekylerna betydligt långsammare än vid mättade förhållanden.